# Sathyamangalam
Sathyamangalam (o Satyamangalam) è una suddivisione dell'India, classificata come municipality, di 33.738 abitanti, situata nel distretto di Erode, nello stato federato del Tamil Nadu. In base al numero di abitanti la città rientra nella classe III (da 20.000 a 49.999 persone).

## Geografia fisica
La città è situata a 11° 31' 0 N e 77° 15' 0 E e ha un'altitudine di 241 m s.l.m.

## Società

### Evoluzione demografica
Al censimento del 2001 la popolazione di Sathyamangalam assommava a 33.738 persone, delle quali 17.178 maschi e 16.560 femmine. I bambini di età inferiore o uguale ai sei anni assommavano a 3.168, dei quali 1.700 maschi e 1.468 femmine. Infine, coloro che erano in grado di saper almeno leggere e scrivere erano 22.772, dei quali 12.730 maschi e 10.042 femmine.